# La Hiniesta
La Hiniesta é um município da Espanha na província de Zamora, comunidade autónoma de Castela e Leão, de área 33,10 km² com população de 342 habitantes (2007) e densidade populacional de 11,00 hab/km².

## Demografia
| Variação demográfica do município entre 1991 e 2004 | Variação demográfica do município entre 1991 e 2004 | Variação demográfica do município entre 1991 e 2004 | Variação demográfica do município entre 1991 e 2004 |
| --------------------------------------------------- | --------------------------------------------------- | --------------------------------------------------- | --------------------------------------------------- |
| 1991                                                | 1996                                                | 2001                                                | 2004                                                |
| 438                                                 | 406                                                 | 386                                                 | 364                                                 |